# Race of Champions (Brands Hatch)
Denna artikel handlar om Race of Champions som kördes på Brands Hatch 1965-1983. Se även nuvarande Race of Champions.
Race of Champions var en grand prix-tävling utanför formel 1-VM som kördes på  Brands Hatch i England säsongerna 1965, 1967-1977, 1979 och 1983.

## Vinnare av Race of Champions
| Säsong | Förare             | Stall    | Konstruktör       |
| ------ | ------------------ | -------- | ----------------- |
| 1983   | Keke Rosberg       | Williams | Williams-Ford     |
| 1979   | Gilles Villeneuve  | Ferrari  |                   |
| 1977   | James Hunt         | McLaren  | McLaren-Ford      |
| 1976   | James Hunt         | McLaren  | McLaren-Ford      |
| 1975   | Tom Pryce          | Shadow   | Shadow-Ford       |
| 1974   | Jacky Ickx         | Lotus    | Lotus-Ford        |
| 1973   | Peter Gethin       | Chevron  | Chevron-Chevrolet |
| 1972   | Emerson Fittipaldi | Lotus    | Lotus-Ford        |
| 1971   | Clay Regazzoni     | Ferrari  |                   |
| 1970   | Jackie Stewart     | Tyrrell  | March-Ford        |
| 1969   | Jackie Stewart     | Tyrrell  | Matra-Ford        |
| 1968   | Bruce McLaren      | McLaren  | McLaren-Ford      |
| 1967   | Dan Gurney         | Eagle    | Eagle-Weslake     |
| 1965   | Mike Spence        | Lotus    | Lotus-Climax      |